# Балтица (Прахова)
Балтица (рум. Băltița) насеље је у Румунији у округу Прахова у општини Манешти. Oпштина се налази на надморској висини од 164 m.

## Становништво
Према подацима из 2002. године у насељу је живело 818 становника, од којих су сви румунске националности.